# La grande traversée
La grande traversée (en inglés, The Great Adventure y también Voyage of the Sedna (EE. UU.)y The Great Crossing)es un corto documental franco-canadiense de 2003. Escrito y dirigido por Jean Lemire y Thierry Piantanida,fue coproducido y conarrado por Jean Lemire.El documental busca concienciar sobre el calentamiento global, que atenta seriamente sobre el frágil ecosistema ártico. El primer episodio de la serie documental, Mission Artique (Arctic Mission), incluye una expedición científica de cinco meses de duración. La expedición, realizada en 2002 a bordo del Sedna IV, sigue la ruta desde Montreal a Vancouver a través del Paso del Noroeste, con la «belleza y fragilidad» del Archipiélago Ártico Canadiense en completa exhibición.

## Sinopsis

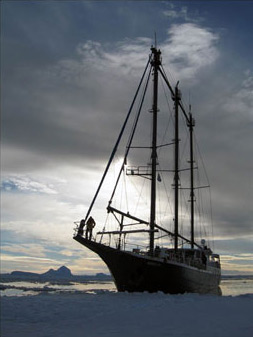
El Sedna IV

El documental, cuyo relato está parcialmente narrado en forma de diario de viaje, desarrolla la historia de una travesía en la que un grupo de cineastas, científicos y experimentados marineros emprende una misión científica de cinco meses de duración y 21.000 kilómetros de recorrido para dejar testimonio del impacto del calentamiento global en las islas del Ártico Canadiense. La tripulación dirige el crucero de tres mástiles Sedna IV a través del Paso del Noroeste, una peligrosa ruta obstruida por el hielo.El viaje comienza en las Islas de la Magdalena, cerca de Montreal, y termina en Vancouver,con paradas en la Isla Beechey, donde John Franklin y su tripulación invernaron en 1846 durante su última expedición.Los miembros de la tripulación, un ejemplo de cómo la supervivencia es una lucha diaria en el Extremo Norte, se enfrentan a episodios de tiempo frío atípicos, que hacen que la navegación sea excepcionalmente peligrosa.El contacto con los habitantes del norte ayudó tanto a guiar a la tripulación como a reforzar el mensaje del documental con respecto al impacto de la actividad humana en el mundo.

## Producción y trabajos relacionados

### Desarrollo, financiación y elSedna IV
Biólogo de formación,Jean Lemire, líder de la misión, trabajó para el Canadian Wildlife Service antes de convertirse en productor de documentales.Durante doce años soñó con grabar un «viaje de concienciación medioambiental».El escritor Thierry Piantanida, por su parte, dejó documentado el trabajo del legendario investigador marino Jacques Cousteau.Frédéric Back y David Suzuki fueron los responsables a título honorífico del proyecto,cuya producción, un proceso que se ha descrito como de «intensos esfuerzos y negociaciones», se retrasó dos años.El proyecto contó, además, con colaboradores del sector público canadiense, entre los que se incluyen el Gobierno de Canadá, Telefilm Canada, Canadian Televisión Fund, SODECy el Ministerio de Cultura y Comunicación de Quebec, mientras que la participación francesa fue oficiada por el Centre national cinématographique Canada-France y el Ministère délégué à la recherche et aux nouvelles technologies.
En un inicio, el equipo buscaba hacerse con una embarcación modesta, de unos 18 metros de eslora, para completar esta misión.En 2001, Lemire y otras cinco personas adquirieron un velero de acero de 51 metros de eslora que había sido reacondicionado a partir de un barco de pesca del Mar del Norte en 1992 y reequipado para convertirlo en un barco de expedición con camarotes para un total de veinte tripulantes.Contaba, además, con dos suites de edición tipo DVC Pro,tres cámaras de alta definicióny un sistema de comunicación satélite, lo que permitía a cientos de miles de personas seguir el viaje.Rebautizado como Sedna IV en honor a la diosa Inuit del mar, la goleta de tres mástiles pasó a ser un velero oceanográfico y un estudio cinematográfico en alta mar,específicamente diseñado para grabar documentales, recolectar información para estudios científicos y servir como «laboratorio flotante» a estudiantes de todo el mundo.

### Tripulación, provisiones e itinerario
Para el viaje, cuya duración se calculó podía prolongarse hasta los seis meses, se incorporó al Sedna IV una tripulación permanente de quince personas, entre quienes se incluía un doctor, buzos submarinos y cineastas.Otros investigadores y científicos se embarcaron durante la travesía, por lo que en total se necesitó un suministro de 7,2 toneladas de comida y 78.000 litros de combustible.
Estaba previsto que el barco partiera el 16 de junio de 2002 desde el Golfo de San Lorenzo,pero el inicio de la expedición se retrasó casi dos semanas debido a las intensas heladas en la costa de la Península del Labrador.Tras navegar por la costa de Labrador, el barco continuaría a través del Estrecho de Hudson y la Bahía de La Isabela, cerca del Río Clyde, para permanecer dos o tres semanas en Pond Inlet, y continuar por la Bahía Resolute; en ese punto debería esperar el mejor momento para iniciar su recorrido hacia el Paso del Noroeste. Desde ahí entrarían en el Mar de Beaufort y atravesarían el Estrecho de Bering para llegar a Vancouver.El Sedna IV es tan solo el séptimo velero en la historia en haber atravesado el legendario Paso del Noroeste de este a oeste.

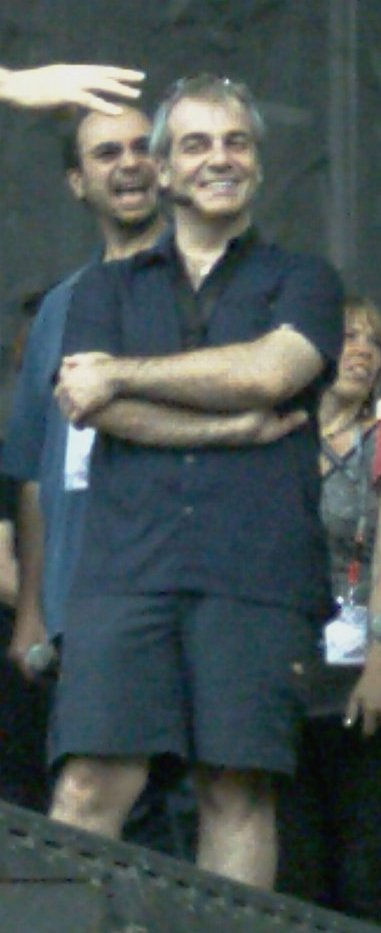
Jean Lemire en 2008

### Serie
Este documental fue el primero de una serie de cinco producciones. Si bien todas ellas estuvieron a cargo de los mismos productores, sus directores variaron. Con un presupuesto común que rondó los 5,9 millones de dólares,el rodaje, bajo la dirección de Lemire, se realizó en una única expedición, a la que se le dio el título de Mission Arctique (Arctic Mission). Cada una de las producciones explora un aspecto diferente del impacto del calentamiento global en el norte de Canadá.Por ejemplo, la amenaza que supone para las comunidades Inuit que habitan en la región y un análisis sobre la política mundial acerca del calentamiento global. Lemire hizo las siguientes declaraciones al respecto: 

Era importante para mí hacer algo en el norte con la gente del norte, asegurándome de que realmente incluíamos a los Inuit... Con frecuencia lo que se hace es ir al norte y, luego, volver para producir la película. Creo que es crucial dar ahora la oportunidad a los Inuit de decir lo que tienen que decir sobre el cambio climático y el calentamiento global.

La misión ártica hizo sonar la voz de alarma respecto a las desastrosas consecuencias que el cambio climático está causando en el Archipiélago Ártico Canadiense.Las observaciones realizadas pusieron de manifiesto que la región está en peligro, debido al deshielo y al aumento del nivel del mar. Una masa poblacional de alrededor de 700 habitantes se ha visto forzada a desplazarse, hay ejemplares de osos polares que quedan varados en bancos de arena lejos de la orilla y otros que padecen hambruna en la Bahía de Hudson; también se avistaron petirrojos en Iqaluit.Lemire quedó tan conmovido con lo que vio en el Ártico que recogió sus experiencias en un texto emotivo publicado en la página web Domaine bleue en 2007. En él describió que encontró cadáveres de osos polares a lo largo de la Bahía de Hudson, cómo una vez se halló hasta las rodillas en el deshielo del permafrost que olía a metano, y la desesperación de aquellos quienes en vano intentaban contener el aumento del mar, a los que llamó los habitantes olvidados del norte, definiéndolos como los primeros «refugiados climáticos».

### Juego
En 2005, se lanzó en formato DVD un juego de preguntas, educativo e interactivo, dirigido a niños de entre 9 y 12 años.Arctic Mission: An Interactive Adventure permite a sus jugadores realizar cuatro viajes diferentes a bordo del Sedna IV junto con Jean Lemire y su tripulación a través del Paso del Noroeste. La misión del jugador consiste en tratar de poner a salvo al mayor número posible de ejemplares de osos polares mientras evita riesgos de accidente de la embarcación, para lo cual ha de responder correctamente a preguntas de opción múltiple. El juego también incluye un mapa, fichas de osos y una guía de estudio que ofrece recomendaciones dirigidas a los profesores para usarlo en el aula.

### Series y libros posteriores
Lemire dirigió un total de cuatro series documentales en el Sedna IV. La primera fue Mission Baleines (Whale Mission), centrada en la búsqueda de las «últimas grandes ballenas» en peligro de extinción.La segunda, titulada Mission Antarctique (Antartic Mission), constituye una de las «grandes expediciones de la era moderna», al prolongarse durante 430 días de navegación e implicar un periodo largo de aislamiento así como una aventura extrema en un clima implacable.Le dernier continent (The Last Continent) fue la tercera serie y acabó convirtiéndose en el largometraje documental más exitoso de la historia de la cinematografía de Quebec.La cuarta serie documental, cuyo objetivo fue documentar y dejar testimonio sobre el estado de la biosfera, se tituló 1000 jours pour la planète (1000 Days for the Planet). Para esta serie se buscaron investigadores de campo que estuvieran trabajando en la protección de especies y hábitats por todo el mundo.En conjunto, las películas sobre las expediciones del Sedna IV establecieron nuevos estándares en el sector y han cosechado un éxito destacable, siendo distribuidas mundialmente y reconocidas con numerosos premios y galardones.
A su regreso de la Antártica, Lemire aprovechó la popularidad sin precedentes de la misión para lanzar una campaña de concienciación y poner en marcha acciones para la lucha contra el calentamiento global. Se trata de la mayor campaña pública de concienciación medioambiental en la historia de Quebec.Sus libros Mission Antarctique (2007) y Le dernier continent: 430 jourse au cœur de l'Antarctique (2009), basados en los documentales y publicados por Éditions La Presse, cosecharon un éxito excepcional en librerías.

## Estreno
La grande traversée se estrenó en el Montreal International Festival of New Cinema and New Media el 31 de octubre de 2003.El documental también se proyectó en otros festivales en Canadá y Europa, donde fue galardonado.En diciembre de 2003 se realizó una proyección especial ante una comisión de las Naciones Unidas.

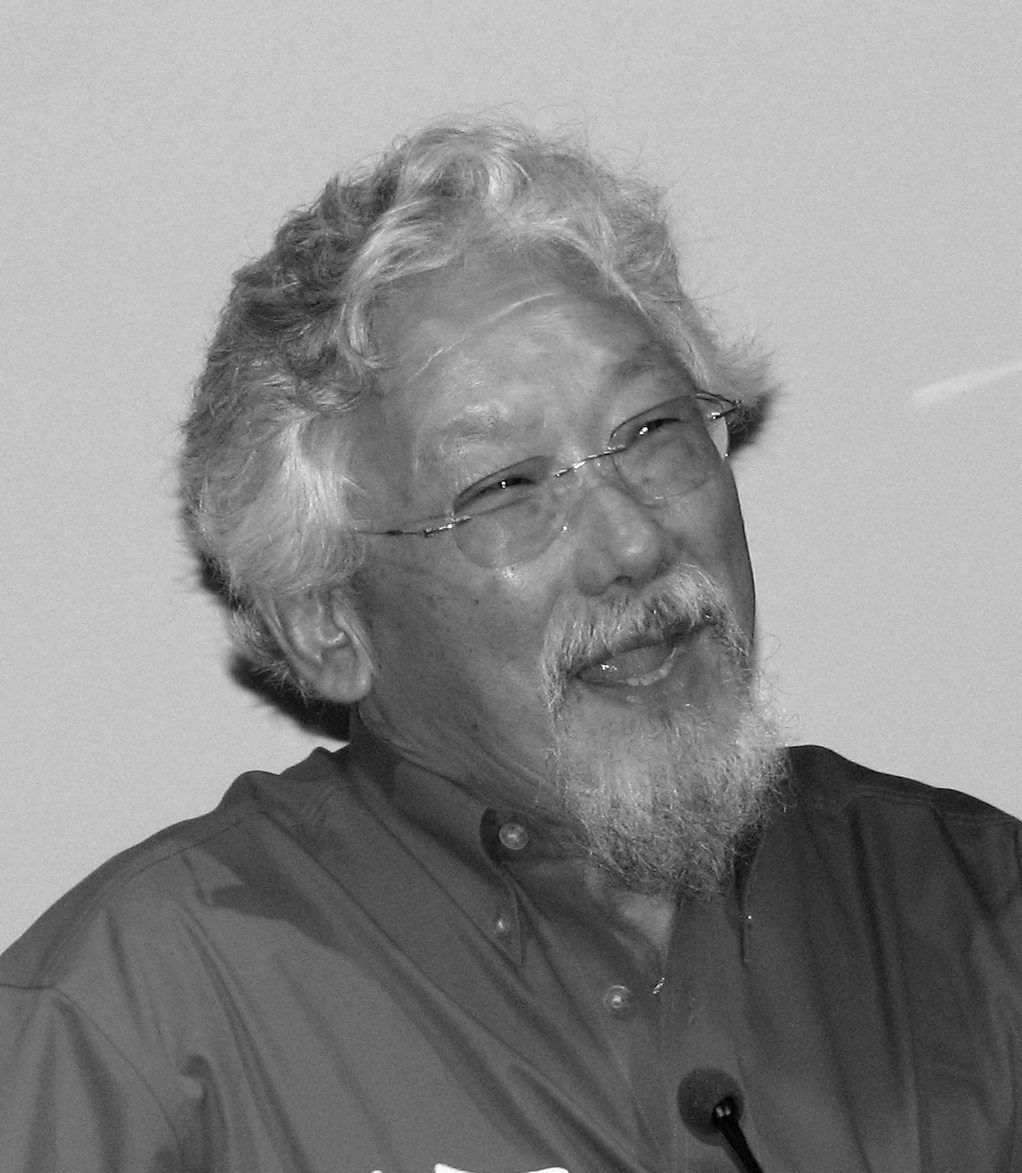
David Suzuki en 2006; uno de los responsables a título honorífico del proyecto, que co-narró la versión inglesa de la serie documental en The Nature of Things.

### Retransmisiones
Los cinco documentales se concibieron para ser retransmitidos por televisión en Canadá y Europa. La serie se emitió en primer lugar en Canadá en Télé-Québec desde el 12 de noviembre de 2003,mientras que la versión en inglés, narrada por David Suzuki y emitida a partir del 28 de enero de 2004, se incluyó dentro del programa de la cadena CBC The Nature of Things.En Estados Unidos, fue retransmitido desde el 24 de febrero en Discovery HD bajo el título de Voyage of the Sedna.En Francia, se emitió en France 5 y después en France 2,esta última con una versión especial de 90 minutos.La película y su serie complementaria fueron vistas por 10 millones de espectadores alrededor de todo el mundo.

### Formato doméstico
En un primer momento y tras su estreno en salas comerciales, La grande traversée estuvo disponible en VHS, que distribuyó el National Film Board of Canada.Un poco más tarde, el 11 de noviembre de 2004, se lanzó una edición especial de 90 minutos en formato video CD.También fue lanzada en DVD. 
En 2005, las cinco películas que conforman Mission Arctique se editaron juntas en una caja que contenía 5 discos DVDs (260 minutos).Los títulos de las otras cuatro películas de la serie son: Menaces sur le toit du monde (Climate on the Edge), dirigida por Alain Belhumeur; Les seigneurs de l'Arctique (Lords of the Arctic), dirigida por Caroline Underwood; Le peuple de la glace (People of the Ice), dirigida por Carlos Ferrand; y À la dérive (Washed Away), dirigida por Patricio Henríquez.

## Recepción

### Repercusión comercial
La grande traversée se situó en 2003 como el cuarto documental con mayor recaudación de Canadá, alcanzando un beneficio de 12.113 $ en taquillas, de acuerdo con la información de Motion Picture Teathres Associations of Canada.Según el National Film Board, ha tenido siempre aforo completo.

### Crítica
A pesar de no estar exento de errores de ejecución y de emplear una forma narrativa que, en ciertas partes, resulta demasiado poética, estamos, en opinión de Séverine Kandelman, ante un documental que es a la vez una buena película para ver en familia. La película consigue despertar admiración por los valientes exploradores que emprendieron ese mismo viaje por aguas hostiles pero con una tecnología mucho menos avanzada. Con él se abre una ventana a un mundo poco conocido y el documental sirve a su vez como recordatorio del daño del calentamiento global.Louise-Véronique Sicotte está, por su parte, de acuerdo en la valoración principal: el documental presenta una gran cantidad de información junto con imágenes impactantes, pero considera que Jean Lemire está demasiado presente en su propia película.
En su reseña para Le Devoir, Odile Tremblay valoró de forma positiva el trasfondo histórico y geográfico, pero cuestiona el uso de la narración. En concreto, critica la decisión de Lemire de comparar las condiciones de la misión de su tripulación con las que soportaron expediciones pasadas, como la de Franklin, porque la comparación no se puede sustentar dados los grandes avances en el sector naval y tecnológico de los últimos 150 años.

### Premios y nominaciones
El documental fue galardonado con los Premios Gemini y Gémeaux de la Academia canadiense de Cine y Televisión a Mejor Sonido de Programa/Serie Informativo o Documental en 2004.Además, obtuvo el Premio Golden Sheaf del Festival de Cine de Yorkton en la categoría de Medioambiente/Naturaleza en 2004.
Los otros documentales de la serie han recibido también nominaciones y distinciones (destacable el Premio Earthwatch de la National Geographic Society para la película de Carolina Underwood),al igual que la serie en su conjunto.

## Nota
1. ↑  Esta cifra está basada en dividir el presupuesto de los cinco documentales de la serie, que oscila entre los 5,8 y 5,9 MC$.[5][6]